# Women and Children Last
Women and Children Last je druhé a poslední album americké horror punkové skupiny Murderdolls. Vydáno bylo vydavatelstvím Roadrunner Records 31. srpna 2010. Na desce hostuje kytarista Mick Mars ze skupiny Mötley Crüe.

## Seznam skladeb
1. The World According to Revenge (Intro) 1:22
2. Chapel Of Blood 3:09
3. Bored Til Death 3:09
4. Drug Me To Hell 2:59
5. Nowhere 4:21
6. Summertime Suicide 4:07
7. Death Valley Superstars 3:44
8. My Dark Place Alone 2:59
9. Blood Stained Valentine 4:18
10. Pieces Of You 2:13
11. Homecide Drive 3:22
12. Rock N Roll IS All Got 3:32
13. Nothing's Gonna Be Alright 2:36
14. Whatever You Got, I'm Against It 3:12
15. Hello Goodbye Die 2:17